# Leighton Baines
Pour les articles homonymes, voir Baines.
Leighton John Baines, né le 11 décembre 1984 à Kirkby en Angleterre, est un footballeur international anglais qui évolue au poste d'arrière gauche entre 2002 et 2020.

## Biographie

### Wigan Athletic
Leighton Baines grandit dans un quartier de Liverpool dans le Merseyside. Il commence sa carrière avec le Wigan Athletic, qui évolue alors en troisième division anglaise. Cette saison-là le club est sacré champion et est promue en Championship, la deuxième division. Après deux saisons où Baines s'impose comme un titulaire, le club est à nouveau promu, terminant deuxième lors de la saison 2004-2005. 
Baines découvre alors la Premier League, l'élite du football anglais, jouant son premier match le 14 août 2005, à l'occasion de la première journée de la saison 2005-2006, une rencontre perdue par Wigan face à Chelsea FC (0-1).

### Everton FC
Le 7 août 2007, Leighton Baines est recruté par l'Everton FC, qui évolue également en Premier League.
Il joue son premier match pour Everton le 25 août 2007, lors d'une rencontre de championnat face aux Blackburn Rovers. Il est titularisé, et les deux équipes se neutralisent (1-1 score final).
S'imposant comme un joueur essentiel à Everton, Baines joue toutes les minutes de tous les matchs de championnat lors de la saison 2010-2011. Cette saison-là, il est également le joueur qui a le plus centré en Premier League (249 fois) et délivre onze passes décisives, ce qui fait de lui l'un des meilleurs passeurs du championnat, seulement devancé par Didier Drogba (13) et Nani (14).
Le 26 juillet 2020, Baines annonce qu'il met un terme à sa carrière.

### En équipe nationale
Leighton Baines joue son premier match avec l'équipe d'Angleterre espoirs le 3 septembre 2004, contre l'Autriche. Il est titularisé et son équipe l'emporte par deux buts à zéro.
Leighton Baines est convoqué pour la première fois en équipe d'Angleterre en mars 2009, mais il doit attendre le 3 mars 2010 pour honorer sa première sélection avec les Three Lions lors d'un match contre l'Égypte (victoire 3-1).
Il n'est pas retenu par Fabio Capello pour disputer la Coupe du monde 2010 en Afrique du Sud, Stephen Warnock lui étant préféré. La saison suivante, Baines devient la doublure d'Ashley Cole et le 16 mai 2012, il est convoqué par le sélectionneur anglais Roy Hodgson pour participer à l'Euro 2012 durant lequel il ne joue aucun match. Ses bonnes prestations avec son club et la baisse de niveau de Cole lui permettent de devenir titulaire avec la sélection anglaise. En mai 2014, il est sélectionné par Roy Hodgson pour disputer la Coupe du monde 2014 au Brésil.

## Carrière d'entraîneur
Deux mois après l'annonce de sa retraite sportive au cours de l'été 2020, Leighton Baines est employé par Everton en qualité de coach en développement personnel pour les équipes de jeunes du club. Il occupe ce poste pendant un an, avant de devenir entraîneur adjoint de l'équipe d'Everton des moins de 18 ans en octobre 2021. En juillet 2022, Baines devient entraîneur principal des moins de 18 ans de l'équipe d'Everton.
À la suite du départ de Sean Dyche le 9 janvier 2025, Leighton Baines devient entraîneur par intérim de l'équipe première d'Everton au côté de Séamus Coleman jusqu'au 11 janvier et le retour de David Moyes au poste qu'il avait quitté en 2013. Baines et Coleman occupent ces fonctions lors d'un match de Coupe d'Angleterre remporté contre Peterborough United (2-0). Baines intègre ensuite le staff technique de David Moyes en devenant un de ses adjoints à la mi-janvier 2025.

## Statistiques
| Saison                | Club                  | Championnat           | Championnat | Championnat | Championnat | Coupe nationale | Coupe nationale | Coupe nationale | Coupe de la Ligue | Coupe de la Ligue | Coupe de la Ligue | Compétition(s) continentale(s) | Compétition(s) continentale(s) | Compétition(s) continentale(s) | Compétition(s) continentale(s) | Autres compétitions | Autres compétitions | Autres compétitions | Angleterre | Angleterre | Angleterre | Total | Total | Total |
| Saison                | Club                  | Division              | M.          | B.          | P.d.        | M.              | B.              | P.d.            | M.                | B.                | P.d.              | Comp.                          | M.                             | B.                             | P.d.                           | M.                  | B.                  | P.d.                | M.         | B.         | P.d.       | M.    | B.    | P.d.  |
| 2002-2003             | Wigan Athletic        | League One            | 6           | 0           | 0           | 2               | 0               | 0               | 2                 | 0                 | 0                 | -                              | -                              | -                              | -                              | 2                   | 0                   | 0                   | -          | -          | -          | 12    | 0     | 0     |
| 2003-2004             | Wigan Athletic        | Championship          | 26          | 0           | 0           | 1               | 0               | 0               | 1                 | 0                 | 0                 | -                              | -                              | -                              | -                              | -                   | -                   | -                   | -          | -          | -          | 28    | 0     | 0     |
| 2004-2005             | Wigan Athletic        | Championship          | 41          | 1           | 1           | -               | -               | -               | 1                 | 0                 | 0                 | -                              | -                              | -                              | -                              | -                   | -                   | -                   | -          | -          | -          | 42    | 1     | 1     |
| 2005-2006             | Wigan Athletic        | Premier League        | 37          | 0           | 0           | 2               | 0               | 0               | 1                 | 0                 | 0                 | -                              | -                              | -                              | -                              | -                   | -                   | -                   | -          | -          | -          | 40    | 0     | 0     |
| 2006-2007             | Wigan Athletic        | Premier League        | 35          | 3           | 1           | 1               | 0               | 0               | 1                 | 0                 | 0                 | -                              | -                              | -                              | -                              | -                   | -                   | -                   | -          | -          | -          | 37    | 3     | 1     |
| Sous-total            | Sous-total            | Sous-total            | 145         | 4           | 2           | 6               | 0               | 0               | 9                 | 0                 | 0                 | -                              | -                              | -                              | -                              | 2                   | 0                   | 0                   | -          | -          | -          | 162   | 4     | 2     |
| 2007-2008             | Everton FC            | Premier League        | 22          | 0           | 1           | 1               | 0               | 0               | 1                 | 0                 | 0                 | C3                             | 5                              | 0                              | 0                              | -                   | -                   | -                   | -          | -          | -          | 29    | 0     | 1     |
| 2008-2009             | Everton FC            | Premier League        | 31          | 0           | 6           | 7               | 0               | 0               | -                 | -                 | -                 | C3                             | 1                              | 0                              | 0                              | -                   | -                   | -                   | -          | -          | -          | 39    | 0     | 6     |
| 2009-2010             | Everton FC            | Premier League        | 37          | 1           | 8           | 2               | 1               | 0               | 1                 | 0                 | 0                 | C3                             | 8                              | 0                              | 2                              | -                   | -                   | -                   | 2          | 0          | 0          | 50    | 2     | 10    |
| 2010-2011             | Everton FC            | Premier League        | 38          | 5           | 11          | 4               | 2               | 1               | 2                 | 0                 | 0                 | -                              | -                              | -                              | -                              | -                   | -                   | -                   | 3          | 0          | 1          | 47    | 7     | 13    |
| 2011-2012             | Everton FC            | Premier League        | 33          | 4           | 2           | 6               | 1               | 0               | 3                 | 0                 | 0                 | -                              | -                              | -                              | -                              | -                   | -                   | -                   | 3          | 0          | 1          | 45    | 5     | 3     |
| 2012-2013             | Everton FC            | Premier League        | 38          | 5           | 5           | 5               | 2               | 1               | 1                 | 0                 | 0                 | -                              | -                              | -                              | -                              | -                   | -                   | -                   | 9          | 1          | 2          | 53    | 8     | 8     |
| 2013-2014             | Everton FC            | Premier League        | 32          | 5           | 4           | 3               | 1               | 0               | -                 | -                 | -                 | -                              | -                              | -                              | -                              | -                   | -                   | -                   | 9          | 0          | 3          | 44    | 6     | 7     |
| 2014-2015             | Everton FC            | Premier League        | 31          | 2           | 9           | 1               | 0               | 0               | -                 | -                 | -                 | C3                             | 5                              | 1                              | 4                              | -                   | -                   | -                   | 4          | 0          | 0          | 41    | 3     | 13    |
| 2015-2016             | Everton FC            | Premier League        | 18          | 2           | 1           | 2               | 0               | 0               | 3                 | 0                 | 0                 | -                              | -                              | -                              | -                              | -                   | -                   | -                   | -          | -          | -          | 23    | 2     | 1     |
| 2016-2017             | Everton FC            | Premier League        | 32          | 2           | 3           | 1               | 0               | 0               | -                 | -                 | -                 | -                              | -                              | -                              | -                              | -                   | -                   | -                   | -          | -          | -          | 33    | 2     | 3     |
| 2017-2018             | Everton FC            | Premier League        | 22          | 2           | 3           | -               | -               | -               | 1                 | 0                 | 0                 | C3                             | 6                              | 1                              | 1                              | -                   | -                   | -                   | -          | -          | -          | 29    | 3     | 4     |
| 2018-2019             | Everton FC            | Premier League        | 6           | 0           | 0           | 1               | 0               | 1               | 1                 | 0                 | 0                 | -                              | -                              | -                              | -                              | -                   | -                   | -                   | -          | -          | -          | 8     | 0     | 1     |
| 2019-2020             | Everton FC            | Premier League        | 8           | 0           | 0           | -               | -               | -               | 1                 | 1                 | 0                 | -                              | -                              | -                              | -                              | -                   | -                   | -                   | -          | -          | -          | 9     | 1     | 0     |
| Sous-total            | Sous-total            | Sous-total            | 348         | 29          | 53          | 33              | 7               | 3               | 14                | 1                 | 0                 | -                              | 25                             | 2                              | 7                              | -                   | -                   | -                   | 30         | 1          | 7          | 450   | 40    | 70    |
| Total sur la carrière | Total sur la carrière | Total sur la carrière | 493         | 33          | 55          | 39              | 7               | 3               | 23                | 1                 | 0                 | -                              | 25                             | 2                              | 7                              | 2                   | 0                   | 0                   | 30         | 1          | 7          | 612   | 44    | 72    |

## Palmarès

### En club
- Wigan Athletic
  - Champion d'Angleterre de troisième division en 2003.
  - Finaliste de la Coupe de la Ligue anglaise en 2006.
  - Vice-champion d'Angleterre de deuxième division en 2005.

- Everton FC
  - Finaliste de la Coupe d'Angleterre en 2009.

### Distinctions individuelles
- Membre de l'équipe-type de Premier League en 2012 et 2013.